# Nossa Senhora da Graça do Divor
Nossa Senhora da Graça do Divor ist eine Gemeinde (Freguesia) im portugiesischen Kreis Évora. In ihr leben 465 Einwohner (Stand 19. April 2021).
Im Gemeindegebiet liegt die Anta de Paredes.

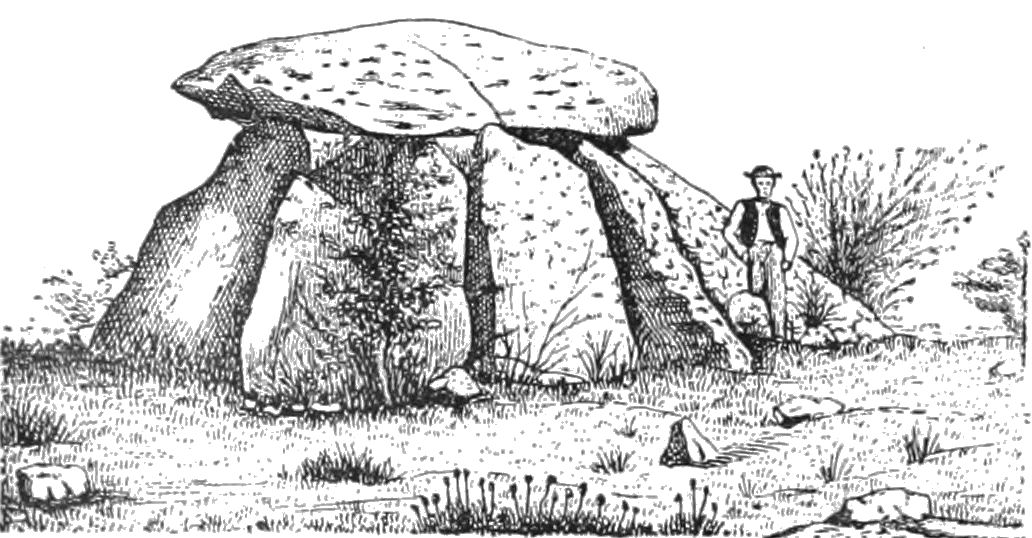
Anta de Paredes